# Sachil Alachwerdowi
Sachil Alachwerdowi (gruz. სახილ ალახვერდოვი; ur. 9 stycznia 1999 w Poniczali) – gruziński bokser walczący w wadze muszej, medalista mistrzostw świata i Europy, medalista igrzysk europejskich, olimpijczyk z Tokio.

## Przebieg kariery
Pierwszy pojedynek stoczył w 2014 roku podczas zawodów Pucharu Prezydenta Heydəra Əliyeva. Pierwsze zwycięstwo odniósł zaś rok później na rozgrywanych we Lwowie mistrzostwach Europy kadetów, wówczas w finale pokonał wynikiem 3:0 Rumuna Cosmina Gîrleanu i tym samym zdobył złoty medal czempionatu. W 2016 roku uczestniczył w młodzieżowych mistrzostwach Europy w Anapie, tutaj wywalczył srebrny medal po przegraniu w fazie finałowej pojedynku z włoskim bokserem Nicolą Cordellą, natomiast w 2017 roku został młodzieżowym mistrzem Europy – w finale wynikiem 5:0 pokonał węgierskiego boksera Attilę Bernatha.
W 2018 został wicemistrzem Europy U-22, w finale zmagań rozgrywanych w Târgu Jiu uległ 0:5 Rosjaninowi Islamowi Abumuslimovowi. Brał udział w rozgrywanych w Mińsku igrzyskach europejskich i wywalczył srebrny medal, w finale został pokonany przez reprezentanta Armenii Artura Howhannisjana.
W 2021 wystąpił na igrzyskach olimpijskich w Tokio, zmagania tutejsze zakończył już w pierwszej rundzie, przegrywając wynikiem 0:5 pojedynek z reprezentantem Chin Hu Jianguanem. Uczestniczył w mistrzostwach globu w Belgradzie, tam zdobył brązowy medal, a walkę o miejsce w finale przegrał z reprezentantem Tajlandii Wuttichai Yurachai'em. W maju 2022 otrzymał tytuł mistrza Europy, finałowym przeciwnikiem był Bułgar Ergjunal Sebahtin, którego pokonał wynikiem 4:1.